# Jeep Commander (XK)
O Jeep Commander (XK) é um SUV, de tamanho médio, produzido a partir de 2006 a 2010. A primeira utilização do nome Commander num veículo de passageiros foi com o popular Studebaker Commander que foi produzido a partir de 1920 até 1966. O Jeep Commander foi introduzido pela primeira vez em 2005, no New York Auto Show. Enquanto na produção, foi vendido como Jeep Grand Cherokee de 7 passageiros. O estilo do Commander era muito mais quadradão que o do Grand Cherokee, com um para-brisa quase na vertical e vidros quadrados nas laterais. Ele apresentava um teto escalonado para os bancos da segunda e da terceira fileira (que foram montados mais altos do que os assentos da primeira linha), e, como a GMC Envoy XL e Chevrolet TrailBlazer EXT, este desnível foi habilmente disfarçado pelo rack de teto. Outra característica interessante foram os três tetos solares chamados de "Command View". O Commander veio com o pacote opcional de entretenimento que inclui um leitor de DVD, TV, e câmara de estacionamento traseira. A Jeep é a quarta empresa a produzir um veículo chamado de Commander, depois do Commander Studebaker, o Commander Scammell e o Commander da Mahindra. Enquanto o Jeep Wagoneer foi a inspiração inicial do Commander, que foi construída sobre a WK Grand Cherokee e assemelhava-se à terceira geração do descontinuado Jeep Cherokee (XJ), bem como a segunda geração do KK Jeep Liberty, sendo maior que o último.